# Jason James Richter
Jason James Richter (* 29. Januar 1980 in Medford, Oregon) ist ein US-amerikanischer Schauspieler und Musiker. Bekannt wurde er vor allem durch die Hauptrolle im Film Free Willy und seinen zwei Fortsetzungen.

## Leben
Jason James Richter wuchs in Medford, Oregon, und in Honolulu (Hawaii) auf. Als seine Eltern Anfang der 1990er Jahre nach Los Angeles zogen, bewarb sich Richter um verschiedene Rollen und erhielt 1993 schließlich die Hauptrolle in Free Willy – Ruf der Freiheit. Nach dem Erfolg des Films folgten zwei weitere Teile. Kommerzielle Erfolge abseits von Free Willy blieben zumeist aus, lediglich Laserhawk mit Star-Wars-Veteran Mark Hamill in einer weiteren Hauptrolle fand in den USA Beachtung.
Zwischenzeitlich war Richter gemeinsam mit einigen anderen Künstlern in der Band Blue Root aktiv, wo er E-Gitarre spielte. In einem Interview mit dem People Magazine vom April 2003 begründete er seinen Rückzug aus dem Filmgeschäft damit, dass er sich wohler fühle, wenn er nicht im Mittelpunkt stehe. Als Gitarrist sei er einfach ein Teil der Band. Er verließ die Band Ende 2004, nach offiziellen Angaben aufgrund kreativer Differenzen. Ab 2005 spielte er E-Bass in der Band Fermata, die sich im Januar 2011 auflöste.
Seitdem nimmt er auch wieder Schauspielengagements an und spielte in verschiedenen Kinofilmen.

## Filmografie
- 1993: Free Willy – Ruf der Freiheit (Free Willy)
- 1994: Cops & Robbersons – Das haut den stärksten Bullen um (Cops and Robbersons)
- 1994: Die unendliche Geschichte III – Rettung aus Phantásien (The Neverending Story III: Escape from Fantasia)
- 1995: Free Willy 2 – Freiheit in Gefahr (Free Willy 2: The adventure home)
- 1996: Der Klient (The Client, Fernsehserie, Folge 1x15)
- 1997: Laserhawk
- 1997: Free Willy 3 – Die Rettung (Free Willy 3: The Rescue)
- 1997: Sabrina – Total Verhext! (Sabrina, the Teenage Witch, Fernsehserie, Folge 2x04)
- 1997: The Setting Son
- 2001: Ricochet River
- 2010: Tekken
- 2011: Criminal Minds: Team Red (Criminal Minds: Suspect Behavior, Fernsehserie, Folge 1x08)
- 2014: Life’s a Pitch (Fernsehfilm)
- 2016: Vicious
- 2017: High and Outside
- 2017: Last Rampage – Der Ausbruch des Gary Tison (Last Rampage)
- 2018: Inhumane
- 2018: The Brawler
- 2019: Infidelity
- 2021: The Little Things